# Viper (Band)
Viper ist eine brasilianische Metal-Band aus São Paulo, die im Jahr 1985 gegründet wurde, sich 1996 auflöste und seit 2004 wieder aktiv ist. Die Gruppe war auch zeitweise in Europa unter dem Namen Viper Brazil bekannt.

## Geschichte
Die Band wurde im Jahr 1985 vom 16-jährigen Bassisten Pit Passarell sowie den Gitarristen Yves Passarell (Pits Bruder) und Felipe Machado gegründet. Kurze Zeit später stießen der Sänger Andre Matos und der Schlagzeuger Cassio Audi hinzu und vervollständigten die Besetzung. Matos, der auch etwa 16 Jahre alt war, studierte zu dieser Zeit zudem Musik an der Universität. Es folgte ein erstes Demo namens The Killera Sword, das mehrfach im Radio gespielt wurde. Über Rock Brigade Records, das vom gleichnamigen Magazin betrieben wurde, erschien im Juli 1987 das Debütalbum Soldiers of Sunrise, das von André Cagni produziert wurde. Von dem Album setzten sich innerhalb kurzer Zeit etwa 10.000 Einheiten ab. Danach spielte die Gruppe zusammen mit Motörhead. Für Auftritte in den Jahren 1987 und 1988 kam Rodrigo Alves als Gitarrist zur Besetzung, die er jedoch wieder verließ. Auf dem von Roy M. Rowland produzierten zweiten Album Theatre of Fate, das im Jahr 1989 erschien, war Sérgio Facci als neuer Schlagzeuger zu hören. Das Album enthält das Lied Moonlight, eine Metal-Version von Ludwig van Beethovens Mondscheinsonate. Die Ballade Living for the Night daraus wurde häufig im Radio gespielt. Auf den folgenden Touren war Guilherme Martin als Schlagzeuger vertreten. Martin sollte wiederum durch Renato Graccia ersetzt werden. 1991 erschien Theatre of Fate auch in Japan, wo es Platz neun der Albumcharts belegte und auf etwa 21.000 verkaufte Einheiten kam. 1992 waren beide Alben auch in Deutschland bei Massacre Records erhältlich. Nach der Veröffentlichung von Theatre of Fate verließ der Sänger Matos die Band, da er andere Vorstellungen über die musikalische Entwicklung der Band hatte und trat der Gruppe Angra bei. Der Bassist Pit Passarell übernahm daraufhin zusätzlich den Gesang. Im Herbst 1992 erschien das dritte Album Evolution, das im Horus Sound Studio in Hannover unter der Leitung von Charlie Bauerfeind aufgenommen worden war. Bei den Aufnahmen wurden Backing Vocals von Sascha Paeth und Thomas Rettke von Heavens Gate beigesteuert. Auf dem Album coverte die Band auch Queens We Will Rock You. Das Lied Rebel Maniac vom Album wurde im selben Jahr häufig im Radio gespielt. 1993 ging die Band auf eine Tournee durch Europa, bei der sie auch zusammen mit Chroming Rose in Wuppertal spielte, parallel zum Erscheinen der EP Vipera Sapiens. In Europa trug die EP den Namenszug „Viper Brazil“, da eine deutsche Band bereits den Namen Viper für sich beanspruchte. Die Wiederveröffentlichung von Soldiers of Sunrise sowie die Wiederveröffentlichung von Evolution waren ebenfalls schon unter dieser unverwechselbaren Bezeichnung erschienen. Eine Aufnahme vom 18. April 1993 aus einem Club in Tokio wurde 1994 als Live - Maniacs in Japan veröffentlicht. Erneut covert die Band darauf We Will Rock You, außerdem das Ramones-Lied I Wanna Be Sedated und Tim Maias Não Quero Dinheiro. 1994 spielte die Band zwei Konzerte als Vorgruppe auf Metallicas Brasilien-Tournee im Parque Antartica Stadium vor 20.000 Leuten. Im Folgejahr spielte sie auf dem Monsters of Rock im Pacaembu Stadium. 1995 erschien über Roadrunner Records das Album Coma Rage, worauf eine Coverversion des Liedes I Fought the Law von Sonny Curtis enthalten ist. Der Tonträger war in Los Angeles unter der Leitung von Bill Metoyer eingespielt worden. Die Gruppe wurde wieder im Radio gespielt und ein Musikvideo zum titelgebenden Lied wurde auf MTV ausgestrahlt. 1996 erschien das Album Tem pra todo Mundo, wonach sich die Gruppe auflöste. Nachdem Matos Angra verlassen hatte, wurde er von Pete Passarrel kontaktiert, um ihn im Jahr 2000 für ein paar Auftritte zu gewinnen. Diese Shows zur Wiedervereinigung waren jedoch mäßig erfolgreich, weshalb eine permanente Wiedervereinigung ausblieb.
Im Jahr 1999 wurde die Kompilation Everybody Everybody veröffentlicht. 2001 trat Yves Passarell zusammen in Matos’ neuer Band Shaman auf. 2004 spielte Viper auf dem Rock the Planet in São Paulo zusammen mit Shaman, Kotipelto und Edguy und war seitdem wieder regelmäßig aktiv. Am 9. April 2005 spielte die Band ein Konzert in Manifesto zum 20-jährigen Bestehen der Band. Viper bestand mittlerweile aus dem Sänger Ricardo Bocci, den Gitarristen Felipe Machado und Val Santos, dem Bassist Pit Passarell und dem Schlagzeuger Guilherme Martin. 2005 nahm die Gruppe das Demo Do It All Again auf, das neben neuem Material auch eine neu aufgenommene Version von Knights of Destruction enthält. Im März 2006 begab sich die Band in das Estudio Ultra-Sônica in São Paulo, um ein neues Studioalbum aufzunehmen, das dann im Juni 2007 unter dem Namen All My Life erschien. Andre Matos steuerte für das Lied Love Is All den Gesang bei, während Yves Passarel in Violet die E-Gitarre spielte. Es folgten weitere Auftritte, wofür Marcelo Mello als Gitarrist zur Band kam, da Val Santos die Band zwei Monate nach Veröffentlichung von All My Life verlassen hatte, um als Produzent tätig zu werden. Im Juni 2012 spielte die Band ein Konzert in Santo André um das 25-jährige Bestehen von Soldiers of Sunrise zu feiern. Neben Pit Passarell als Sänger und Bassist kam auch Matos wieder als Sänger zur Besetzung. Hugo Mariutti bediente nun neben Machado die Gitarre.

## Stil
Laut Matthias Herr's Heavy Metal Lexikon Vol. 4 dürfte die Band Helloween durch das Demo The Killera Sword klanglich beeinflusst worden sein. Soldiers of Sunrise biete teils recht schnellen Metal, der sich um Melodie und Härte bemühe. Der Gesang sei wohlklingend. Auch Theatre of Fate biete melodiösen Speed Metal. Der Gesang hierbei sei hoch und leidenschaftlich und die E-Gitarren ekstatisch. Zudem mache die Band gegen Ende des Albums auch von einer akustischen Gitarre und einem Piano Gebrauch. Im Vergleich zu den Vorgängern sei das dritte Album Evolution wesentlich rauer. Besonders auffällig seien der Gesang und das Spiel der E-Gitarren. Im Lied The Spreading Soul könne man Streichinstrumente und Akustikgitarren hören. Vipera Sapiens biete „Speed Metal mit Feeling und Herz, Power und Melodie von seltener Qualität“. David White vom Allmusic schrieb über Soldiers of Sunrise, dass hierauf Heavy Metal im Stil von Iron Maiden zu hören ist. Theatre of Fate biete ein reiferes Songwriting und sei durch klassische Musik beeinflusst worden. Auch der Gesang von Matos habe sich verbessert. Er ordnete das Album dem Progressive- und neoklassischen Metal zu. Evolution sei durch das Ausscheiden von Matos nun eher dem Hard Rock zuzuordnen, wohingegen Coma Rage rohen Punkrock biete. Laut rockdetector.com spielt die Band europäisch klingenden Speed Metal. In Coma Rage verarbeite die Band verstärkt Einflüsse aus dem Hardcore Punk. Auf Tem pra todo Mundo setze die Band auch genrefremde Instrumente wie eine Violine, Posaunen, ein Saxophon, ein Cello und eine Trompete ein. Das Album wurde erstmals auf Portugiesisch eingesungen. In ihrer Myspace-Biografie gab die Band an, für Soldiers of Sunrise durch Bands wie Iron Maiden beeinflusst worden zu sein. Bis zu den Aufnahmen von Theatre of Fate habe die Band noch nie etwas von Helloween gehört, gab Andre Matos im Interview mit Dead Ripper von metalkings.com an, sodass ein Einfluss dieser Band nicht in Frage käme. Stattdessen sei die Gruppe durch sein Studium der klassischen Musik sowie durch Gruppen wie Iron Maiden und Judas Priest beeinflusst worden. Pit Passarell sei hauptsächlich für das Songwriting verantwortlich gewesen.
Andreas Schöwe vom Metal Hammer bezeichnete die Band als die brasilianischen Helloween. In einer Ausgabe, die drei Jahre später erschien, gab Schöwe an, dass sie sich immer mehr vom True Metal ab- und mehr dem Punk zuwende. Laut Machado hat sich die Band durch den Weggang von Matos komplett verändert und man habe sich vom Power Metal im Stil von Helloween abgewandt. Zudem spiele man auch keine Lieder mehr der ersten beiden Alben live. Ab Evolution ist die Band laut Schöwe südamerikanischen Erben der Sex Pistols und The Clash geworden. Laut Oliver Klemm vom Metal Hammer gab in seiner Rezension zu Soldiers of Sunrise an, dass die Gruppe so klingt, als sei sie durch Gruppen wie Helloween vor dem Hinzukommen von Michael Kiske sowie Agent Steel und Iron Maiden beeinflusst worden. Der Gesang erinnere vor allem in den höheren Tonlagen an Kai Hansen. Uwe Schnädelbach vom selben Magazin fand in seiner Rezension zu Theatre of Fate, dass die Band untypisch für eine brasilianische Gruppe klingt; vielmehr hätte die Band aus Deutschland kommen können. Die Lieder seien dem Speed Metal zuzuordnen und hätten einen hymnenhaften Charakter. Der Gesang sei mit dem von Michael Kiske vergleichbar. In seiner Rezension zu Evolution gab Schöwe an, dass die Band auf dem Album nicht mehr mit Helloween vergleichbar ist. Nur die gelegentlich schnellen E-Gitarren und der Gesang, der manchmal an Kiske erinnere, würden sich noch mit Helloween decken. Ansonsten würden raue Power-Metal-Klänge dominieren. Zudem gebe es in Liedern wie Rebel Maniac und Dance of Madness punk-artigen Shout-Gesang. Das Album biete eine Mischung aus „purer Energie, tighter Roughness und simple[r] Melodieführung“. Live - Maniacs in Japan biete laut Schöwe einen Überblick über die bisherigen Werke der Band. Die Tonqualität sei jedoch schlecht und gleiche der einer Punkveröffentlichung. Laut Volker Raabe vom Metal Hammer biete Coma Rage eine Mischung aus melodischem Metal und Punkelementen. Die Musik lasse sich kaum noch mit der von Helloween oder Blind Guardian vergleichen. Diese Entwicklung habe sich auf Evolution schon angedeutet.
Soldiers of Sunrise wurde von Christoph Kümmel im Break Out als „sehr rauh und ungeschliffen“ und „in etwa auf einer Linie mit Helloweens Walls of Jericho“ liegend beschrieben.
Das Songwriting auf Theatre of Fate sei, meinte der Metal-Star-Rezensent Achim Karstens, aufgrund seiner Anleihen beim New Wave of British Heavy Metal und bei Helloween nebst einer Spur Klassik altbacken. Die Produktion sei gerade eben Mittelmaß, nur die Fertigkeiten der Musiker seien okay.
Frank Trojan war im Rock Hard von Evolution angetan: „Eine Ballade und neun Speed Metal-Knaller zieren das Album; die perfekte Umsetzung des Queen-Knallers We Will Rock You setzt dem Ganzen die Krone auf.“ Im Interview mit Chris Glaub vom Break Out sprach Felipe Machado über das Konzept von Evolution: Der Anteil an Armen und Obdachlosen werde höher, je größer eine Stadt werde. Dadurch steige die Kriminalitätsrate. Die Regierung kümmere sich jedoch nicht um diese Probleme, sondern investiere ihr Geld in effektivere Warren, statt AIDS, Umweltverschmutzung und Arbeitslosigkeit zu bekämpfen. Auch die Umwelt werde durch Chemikalien zerstört, sodass die Evolution des Menschen negativ zu sehen und eher ein Rückschritt sei.

## Diskografie
als Viper
- Projeto SP Metal (Demo, 1985, Eigenveröffentlichung)
- The Killera Sword (Demo, 1985, Eigenveröffentlichung)
- Soldiers of Sunrise (Album, 1987, Rock Brigade Records)
- Viper 1989 (Demo, 1989, Eigenveröffentlichung)
- Theatre of Fate (Album, 1989, Eldorado Records)
- Evolution (Album, 1992, Massacre Records)
- Live - Maniacs in Japan (Live-Album, 1993, Massacre Records)
- Vipera Sapiens (EP, 1993, Massacre Records)
- Coma Rage (Album, 1995, Roadrunner Records)
- Tem pra todo Mundo (Album, 1996, Castle Brasil)
- Theatre of Fate / Soldiers of Sunrise (Kompilation, 1997, Paradoxx Music, Wiederveröffentlichung 2001 via Arise Records)
- Everybody Everybody (Kompilation, 1999, Eldorado Records)
- Do It All Again (Demo, 2005, Eigenveröffentlichung)
- 20 Years Living for the Night (DVD, 2005, Gabaju)
- All My Life (Album, 2007, Eldorado Records)
- Live at Manifesto - Official Fanclub DVD (Demo, 2008, Eigenveröffentlichung)

als Viper Brazil
- Soldiers of Sunrise (Wiederveröffentlichung des Albums, 1992, Massacre Records)
- Evolution (Album, 1992, Massacre Records)
- Vipera Sapiens (EP, 1993, Massacre Records)